# Império Cuchana
O Império Cuchana ou Império Cuchano, também designado como Império Kushana, Império Kuchana (em grego: Βασιλεία Κοσσανῶν; romaniz.: Basileía Kossanōn; em bactriano: Κυϸανο; Kushano; em sânscrito: राजवंश; Kuṣāṇ Rājavaṃśa; em parta: Kušan-xšaθr; em chinês: 贵霜帝国; guishuangdiguo), foi um Estado político que teve o seu auge de 105 d.C. à década de 250, localizado entre os territórios atuais do Tajiquistão, mar Cáspio, Afeganistão e vale do rio Ganges.
O império foi criado pela tribo dos cuchãs (também referico como kushans, cuchans, e kuei-shangs), que, por sua vez, pertencia à etnia dos iuechis, que vive atualmente em Sinquião, na China e que possivelmente está relacionada com os tocarianos.
O império teve relações diplomáticas importantes com o Império Romano, com o Império Sassânida e com a China, em grande parte pela sua posição geográfica, num local de passagem entre o Ocidente e o Oriente.

## Canisca
O mais famoso rei cuchana foi Canisca I que se notabilizou por patrocinar o budismo e a arte de influência grega. Sob seu reinado, começaram a ser produzidas as primeiras representações humanas da figura de Sidarta Gautama, o fundador do budismo (até então, era considerado desrespeitoso representá-lo desta forma: ele era representado sob formas simbólicas, como uma árvore, uma roda ou uma estupa). Seguindo o exemplo dos budistas, também os deuses hindus começaram a ser representados sob a forma de estátuas antropomórficas. Canisca foi o responsável pela grande difusão do budismo na Ásia Central e, a partir daí, na China e demais países do Extremo Oriente. Canisca transferiu a capital do império para Puruxapura (a atual Pexauar, no Paquistão), deslocando, em direção à Índia, o centro de gravidade do império.

## Cunhagem
Os cuchanas tinham tradição na cunhagem em ouro, não havendo indícios que cunhagem em prata. Provavelmente no fim do século I ou começo do II, Vima Cadefises, filho de Cujula Cadefises, emitiu quatro séries de moedas de ouro com um peso padrão baseado no áureo de Augusto (r. 27 a.C.–14 d.C.) e tal tipo de moeda perdurou por toda história de sua cunhagem. As inscrições estavam em grego e indiano (em caroste) e então no começo do reinado de Canisca I em báctrio (escrito num alfabeto derivado do grego). Sua principal característica é a imagem de uma divindade no reverso, como já ocorria entre os reis greco-bactrianos. Embora apenas Xiva aparece sob Vima Cadefises, sob Canisca havia um variado panteão de cerca de 30 deuses de diversas origens. Sob Vasudeva I apenas Xiva era representada. Essa numismática é campo autônomo de estudo, sobretudo dominado pela obra de Robert Göbl, D. W. MacDowall e Helmut Humbach, bem como vários estudiosos da extinta União Soviética.